# كيري غلين
كيري غلين (بالإنجليزية: Kerry Glenn)‏ هو لاعب كرة قدم أمريكية أمريكي، ولد في 3 يناير 1962 في سانت لويس الشرقية ‏ في الولايات المتحدة.

## وصلات خارجية
- كيري غلين على موقع مرجع كرة القدم المحترفة.كوم (الإنجليزية)